# Броуди, Ронни
Ронни Броуди (англ. Ronnie Brody; 6 ноября 1918, Бристоль, Великобритания — 8 мая 1991, Лондон, Великобритания) — британский актёр.

## Фильмография
- Help! (1965)
- A Funny Thing Happened on the Way to the Forum («Забавное происшествие по дороге на Форум», 1966)
- Carry On Loving (1970) — Генри
- Percy («Перси», 1971) — репортер

## Работы на телевидении
Принимал участие в следующих шоу:
- The Benny Hill Show
- Hancock’s Half Hour
- Rising Damp
- Dad’s Army
- The Sweeney
- Dave Allen At Large
- The Goodies